# Corrado Tedeschi (conduttore televisivo)
Corrado Tedeschi (Livorno, 20 luglio 1952) è un conduttore televisivo e attore italiano.

## Biografia
Figlio di un Ufficiale della Marina Militare, Tedeschi si mosse per i primi dieci anni della sua vita tra varie basi in giro per l'Italia, fra cui Augusta. Dopo aver tentato la carriera di calciatore, giocando nel ruolo di attaccante nelle giovanili della Sampdoria, studia da attore e si diploma all'accademia del Teatro Stabile di Genova. Nel frattempo si esibisce come animatore e presentatore in radio e televisioni private liguri con il soprannome di "Dado", fino a quando vince il concorso della Rai "Un volto per gli anni 80", ottenendo un ruolo brillante nel programma di Rai 1 Musica d'estate (1984).
Dopo un'apparizione come concorrente nel gioco preserale di Rete 4 M'ama non m'ama condotto da Marco Predolin, comincia la sua avventura nelle reti Mediaset come presentatore del gioco a quiz pomeridiano di Canale 5 Doppio slalom. È un grande successo che prosegue dal settembre del 1985 al giugno del 1990, quando lascia la conduzione a Paolo Bonolis, per prendere il posto di Marco Predolin ne Il gioco delle coppie trasmesso su Canale 5. Questo gioco a quiz ha anche una versione estiva, e si conclude nel 1992.
Dopo aver condotto diverse altre serate, specializzandosi in concorsi di bellezza, primo fra tutti Miss Italia del 1986 insieme a Marco Columbro su Italia 1, nel Raffaella Carrà Show (1988) su Canale 5, si occupa dei collegamenti esterni. Conduce poi, sempre per la stessa rete, il telegiornale sportivo Studio Sport e dal 1996 al 1999 Italia 1 Sport, mentre nella stagione 1995/1996 è al fianco di Licia Colò in Paese che vai in onda su Canale 5. Prende parte anche a Buona Domenica con Lorella Cuccarini, a Stranamore, a Sabato al circo. Nel 2000, sull'emittente privata Antenna Tre conduce la trasmissione sportiva Antenna 13.
Intanto il teatro da passione diventa sempre di più la sua principale occupazione. Dopo numerose esperienze, nel 1999 diventa primo attore del Teatro Franco Parenti di Milano: da allora continua a dividersi fra teatro e televisione, dove ritorna alla Rai, da dove era partito, e conduce vari eventi tra i quali il "Premio Stefania Rotolo". Su Rai 3 nel 2001, 2002 e 2003 conduce Cominciamo bene estate insieme a Ilaria D'Amico e nella stagione 2001-2002 conduce sempre sulla stessa rete Giorno dopo giorno.
Nel 2003 prende il posto di Toni Garrani alla conduzione, insieme alla giornalista Elsa Di Gati, di Cominciamo bene sino al 2005, quando al suo posto arriva Fabrizio Frizzi, mentre lui passa su Rai 1 per condurre insieme a Sonia Grey Sabato, domenica e... la tv che fa bene alla salute. Nell'autunno 2010 affianca Francesca Senette alla conduzione di Tandem.
Dall'11 giugno 2012 è uno dei conduttori di Vero Capri, con i programmi Cucina, Moda, Salute, Storie, Casa, Gossip, Hobby, Viaggi insieme a Marco Columbro, Laura Freddi, Marisa Laurito, Maria Teresa Ruta, Alba Parietti, Zuzzurro e Gaspare e Margherita Zanatta, sotto la direzione artistica di Maurizio Costanzo. Nell'autunno 2013 Tedeschi, assieme agli altri conduttori dell'emittente, abbandona Vero Capri a seguito della sua trasformazione in canale tematico in cui vengono trasmesse solo telenovela con chiusura dei programmi prodotti.
Mentre porta in tournée teatrale lo spettacolo L'uomo dal fiore in bocca di Pirandello, scopre di avere un tumore del colon, da cui si cura riprendendosi completamente. Nel 2013 porta in scena Trappola mortale, con Ettore Bassi e Miriam Mesturino. Dal 21 agosto 2016 conduce Derby in terrazza, approfondimento calcistico di Genoa e Sampdoria sull'emittente Primocanale.
È stato ospite ad Avanti un altro! Pure di sera nella puntata andata in onda domenica 11 aprile 2021. Da gennaio 2021 conduce il programma Top Secret che va in onda su BUSINESS 24 (canale 511 di SKY).

### Vita privata
Ha due figli: Camilla, nata a Milano il 17 settembre 1996 e anch'essa attrice teatrale e cinematografica, e Jacopo, nato nel 1982 da un matrimonio precedente.

## Programmi televisivi
- Musica d'estate (Rai 1, 1984)
- Doppio slalom (Canale 5, 1985-1990)
- Miss Italia (Italia 1, 1986)
- Buon Natale 1987 (Canale 5, 1987)
- Raffaella Carrà Show (Canale 5, 1988) Inviato
- Il gioco delle coppie (Canale 5, 1990-1991; Rete 4, 1991-1992)
- XIII Festival mondiale del circo di domani (Canale 5, 1990)
- Le stelle della magia (Canale 5, 1990)
- The Look of the Year (Italia 1, 1990)
- Una sera c'incontrammo (Canale 5, 1991)
- Festival Internazionale - Giovani stelle del circo (Canale 5, 1991-1992)
- Il gioco delle coppie Estate (Rete 4, 1992)
- Fantastica Domenica (Rete 4, 1992)
- Io, tu e Mammà (Rete 4, 1992-1993)
- Il Circo sotto le Stelle (Rete 4, 1992-1993)
- Tengo Famiglia (Odeon Tv, Cinquestelle, 1994)
- Di Classe - Il buongusto ha i suoi perchè (Odeon Tv, Cinquestelle, 1994-1995)
- Le grandi firme (Telemontecarlo, 1994-1995)
- Paese che vai (Canale 5, 1995-1996)
- Italia 1 Sport (Italia 1, 1996-1999)
- Forum (Rete 4, 1999-2000) Inviato
- Antenna 13 (Antennatre, 2000)
- La Kore nella Valle del Mito (Rete 4, 2000)
- Stranamore (Canale 5, 2001) Inviato
- Cominciamo bene Estate (Rai 3, 2001-2003)
- Giorno dopo giorno (Rai 3, 2001-2002)
- Voci in una notte di mezza estate (Rai 1, 2002)
- BravoGrazie (Rai 2, 2002)
- Cominciamo bene (Rai 3, 2003-2005)
- Watershow (Rai 2, 2004)
- Sabato, domenica e... (Rai 1, 2005-2007)
- Buon Compleanno Estate (Rai 2, 2007)
- La festa della mamma (Rai 2, 2008)
- Talk show (Vero Capri, 2012-2013)
- E Calcio Totale (TeleGenova, 2014-2015)
- Derby in terrazza (Primocanale, 2016)
- Rai Pipol (Rai 3, 2019) ospite fisso
- Top Secret (Business24, dal 2020)
- Pole Position (Business24, dal 2022)

### Televisione
- Nonno Felice , regia di Giancarlo Nicotra (1993)
- I misteri di Cascina Vianello, regia di Gianfrancesco Lazotti (1997)
- Linda e il brigadiere, serie TV - 3 episodi (1997)
- Ma il portiere non c'è mai?, regia di Carlo Corbucci (2002)
- InvaXön - Alieni in Liguria, regia di Massimo Morini (2004)
- Il maresciallo Rocca 5, serie TV - 3 episodi (2005)
- Un posto al sole coi fiocchi, regia di Fabio Sabbioni (2013)
- Un matrimonio, miniserie TV (2013)
- Il paradiso delle signore, serie TV (2015-2017)
- Un medico in famiglia 10, serie TV (2016)
- Un posto al sole, soap opera (2017-2019)
- Le tre rose di Eva 4, regia di Raffaele Mertes (2017)
- Don Matteo, serie TV (2018)
- Non dirlo al mio capo, serie TV (2018)
- Nero a metà - serie TV, episodio 2x08 (2020)

## Pubblicità
- Giallo Oro (2009)
- Occhiali ProntoLeggo (2014)
- Mondo Relax (2015)

## Filmografia
- Saremo felici, regia di Gianfrancesco Lazotti (1989)